# Singowangi
Singowangi is een bestuurslaag in het regentschap Mojokerto van de provincie Oost-Java, Indonesië. Singowangi telt 2456 inwoners (volkstelling 2010).